# 176. Infanterie-Division (Wehrmacht)
Die 176. Infanteriedivision war eine deutsche Infanteriedivision im Zweiten Weltkrieg. Die Division wurde Ende Oktober 1944 aufgestellt und war an der Westgrenze im Gebiet westlich von Heinsberg eingesetzt. Die Division wurde im April 1945 im Ruhrkessel bei Duisburg weitgehend aufgerieben.